# Gazi Hüsrev Pascha
Gazi Hüsrev Pascha, auch Boşnak Hüsrev Pascha (Hüsrev Pascha, der Bosniake) oder Ekrem Hüsrev Pascha (Hüsrev Pascha, der Kindliche), (* 16. Jahrhundert im Sandschak Bosnien; † März 1632 in Tokat) war ein osmanischer Staatsmann und von 1628 bis 1631 Großwesir des osmanischen Reiches unter Sultan Murad IV.

## Leben

### Herkunft, Jugend und Ämter im Palast
Gazi Hüsrev Pascha wurde im Sandschak Bosnien geboren, das eine Provinz des Osmanischen Reiches war. Er kam im Rahmen der Knabenlese nach Istanbul und besuchte die Enderun-Palastschule. Er war Silâhdar und Ağa der Janitscharen. Im Jahr 1625 wurde er als Wesir Minister der Regierung. Während der zweiten Abaza-Rebellion versuchte Großwesir Damad Halil Pascha, die Festung von Erzurum, die unter der Kontrolle von Abaza Mehmed Pascha, dem Anführer der Rebellion, stand, zu erobern. Trotz einer Belagerung von 70 Tagen konnte Damad Halil Pascha die Stadt nicht erobern und wurde daraufhin entlassen. Hüsrev Pascha wurde am 6. April 1628 zum neuen Großwesir ernannt.

### Großwesir
Hüsrev Pascha belagerte Erzurum ab 5. September 1628 erneut. Die Belagerung kam schneller als von Abaza Mehmed Pascha erwartet und die Stadt war nicht auf eine neue lange Belagerung vorbereitet. Schon am 18. September ergaben sich die Aufständischen um Abaza Mehmed. Hüsrevs leichter Sieg, der eine lange und kostspielige Rebellion beendete, brachte ihm Ruhm und Anerkennung ein. Er wurde der De-facto-Herrscher des Reiches, da laut dem Historiker Joseph von Hammer Hüsrevs Anweisungen wirksamer waren als die Anweisungen des 15-jährigen Sultans. Hüsrev Pascha verringerte die Anzahl der Wesire in der Hohen Pforte und machte es sich zur Gewohnheit, seine politischen Gegner hinzurichten.
Hüsrevs nächste Mission war die Rückeroberung von Bagdad, das kurz zuvor vom Safawiden-Schah Abbas I. von Persien erobert worden war. Ende 1629 begann Hüsrev Pascha, in persisches Gebiet vorzudringen. Da die Invasion während der Regenzeit begann und das Zweistromland um Euphrat und Tigris überschwemmt war, war es unmöglich, die Stadt selbst zu belagern. So beschloss Hüsrev Pascha, andere Städte um Bagdad zu erobern, während einer seiner untergebenen Offiziere eine persische Armee besiegte. Die Belagerung von Bagdad begann am 22. Juni 1630 und wurde am 14. November 1630 erfolglos aufgegeben. Hüsrev Pascha beschloss, die Militäroperation im nächsten Jahr fortzusetzen. Doch 1631 verzögerte sich der Beginn der Belagerung, da Hüsrev Pascha keine Verstärkung bekam. Am 25. Oktober 1631 wurde er aus dem Amt entlassen und zog sich nach Tokat zurück.

### Tod
Die Nachricht von Hüsrevs Entlassung verursachte allgemeine Unruhen im Reich. Hüsrevs Nachfolger, Hafiz Ahmed Pasha, wurde im Palast von Aufständischen getötet. Murad IV. beschuldigte daraufhin Hüsrev, für die Unruhen verantwortlich zu sein, und sandte den Gouverneur von Diyabekir nach Tokat, um Hüsrev Pascha hinzurichten. Nach einigen kleinen Zusammenstößen wurde Hüsrev im März 1632 hingerichtet.